# Saint-Pierre-la-Noaille
 Saint-Pierre-la-Noaille  es una población y comuna francesa, situada en la región de Ródano-Alpes, departamento de Loira, en el distrito de Roanne y cantón de Charlieu.

## Demografía
| 303 | 266 | 236 | 283 | 298 | 323 | 370 | 381 | 381 |
| Para los censos de 1962 a 1999 la población legal corresponde a la población sin duplicidades (Fuente: INSEE [Consultar]) |     |     |     |     |     |     |     |     |